# 池清
池 清（いけ きよし、1895年6月10日 - 1952年10月17日）は、朝鮮総督府官僚。徳山市（現・周南市）市長。

## 経歴
山口県都濃郡徳山町（現在の周南市）出身。1917年、逓信官吏練習所卒。朝鮮総督府逓信局に勤務する。1925年に高等試験行政科に合格した後、朝鮮総督府逓信局副事務官、京城貯金管理所主計課長、朝鮮総督府逓信事務官、逓信局庶務課長、高等海員審判所理事官、新義州税関長などを経て、朝鮮総督府農林局林政課長兼土地改良課長から平壌府尹に勤務し、終戦を迎えた。日本に引揚げた後の1947年、徳山市助役に就任した。
1951年の徳山市長選挙に立候補。池は「市政の刷新」「健全財政化」「産業の振興と工場誘致」「学校の建設と充実」などを公約に激しい選挙戦を制して当選、市長に就任した。
市町在職中は徳山駅前の区画整理事業が完成。周南都市圏振興協議会の発足。市の出張所の整理統合。1952年には市営大津島刈尾海水浴場の開設。市社会福祉協議会の発足が実施されたが、病気のため8月24日付で市長を辞職。治療に専念したが、10月17日に死去した。